# The Wailers (gruppo musicale statunitense)
The Wailers è un gruppo di rock statunitense, spesso considerato il primo gruppo di garage rock.
Complesso strumentale, accompagnava abitualmente il cantante Robin Roberts.
La loro cover del 1961 di Louie Louie, ottenne un notevole successo regionale e ispirò altri gruppi dell'area di Seattle, in particolare The Kingsmen, che ne fecero un hit su scala planetaria, a registrare la medesima canzone. L'influenza del gruppo rese Seattle e le vicine città di Tacoma e Olympia un centro musicale con una discreta influenza
nazionale. Jimi Hendrix era un loro fan.

## Discografia

### Album in studio
- The Fabulous Wailers (Golden Crest, 1959) (also known as The Wailer's (sic) Wail)
- The Fabulous Wailers At The Castle (Etiquette, 1962)
- Wailers and Company (Etiquette, 1963)
- Tall Cool One (compilation, Imperial, 1964)
- Merry Christmas (with the Galaxies and the Sonics, Etiquette, 1965)
- Wailers, Wailers, Everywhere (Etiquette, 1965)
- Out of Our Tree (Etiquette, 1966)
- Outburst! (United Artists, 1966)
- Walk Thru The People (Bell, 1968)
- The Boys from Tacoma (compilation, Etiquette, 1993)
- Two Car Garage (with The Ventures, Blue Horizon, 2009)

### Singoli
- "Tall Cool One" (Golden Crest, 1959)
- "Mau-Mau" (Golden Crest, 1959)
- "Wailin'" (Golden Crest, 1960)
- "Louie Louie" (Rockin' Robin Roberts with the Wailers, Etiquette, 1961)
- "Mashi" (Etiquette, 1962)
- "Doin' The Seaside" (Etiquette, 1962)
- "We're Goin' Surfin'" (Etiquette, 1963)
- "Seattle" (Etiquette, 1963)
- "Frenzy" (Etiquette, 1964)
- "Don't Take It So Hard" (Etiquette, 1964)
- "You Don't Love Me" (Etiquette, 1965)
- "Dirty Robber" (Etiquette, 1965)
- "Out Of Our Tree" (Etiquette, 1965)
- "It's You Alone" (Etiquette / United Artists, 1966)
- "Think Kindly Baby" (Etiquette / United Artists, 1966)
- "You Won't Lead Me On" (United Artists, 1966)
- "I'm Determined" (Viva, 1967)
- "You Can't Fly" (Bell, 1968)